# Федченко Іван Семенович
Іва́н Семе́нович Фе́дченко (10 жовтня 1923 — 23 жовтня 1987) — радянський військовик часів Другої світової війни, гвардії старшина, Герой Радянського Союзу (1944).

## Життєпис
Народився в селі Ситне, нині Середино-Будської міської громади Шосткинського району Сумської області, в сім'ї машиніста паровозу. У 1933 році переїхав з батьками у місто Москва, де закінчив 10 класів школи № 600.
У лавах РСЧА з липня 1941 року. Воював на Сталінградському, Південно-Західному, Північно-Західному, Воронезькому, 1-му Українському і 1-му Білоруському фронтах.
Особливо командир гармати танкової роти 59-ї гвардійської танкової бригади 8-го гвардійського танкового корпусу 40-ї армії Воронезького фронту гвардії старшина І. С. Федченко відзначився під час битви за Дніпро. 26 вересня 1943 року одним з перших у складі штурмової групи переправився на правий беріг річки Дніпро. В бою за село Великий Букрин (нині Обухівський район Київської області) з 28 по 29 вересня разом з екіпажем знищив 3 протитанкових гармати, 2 міномети супротивника, що сприяло успішним діям роти в бою за село.
На початку 1945 року закінчив курси молодших лейтенантів і повернувся на фронт офіцером.
По закінченні війни продовжив військову службу. У 1956 році капітан І. С. Федченко вийшов у запас. Працював у торгівлі. Мешкав у Москві, де й помер. Похований на Митинському кладовищі.

## Нагороди
Указом Президії Верховної Ради СРСР від 3 червня 1944 року гвардії старшині Федченку Івану Семеновичу присвоєне звання Героя Радянського Союзу з врученням ордена Леніна і медалі «Золота Зірка» (№ 3069).
Також нагороджений трьома орденами Вітчизняної війни 1-го ступеня (27.10.1943, 23.11.1943, 06.04.1985), орденом Вітчизняної війни 2-го ступеня (03.03.1945), двома орденами Червоної Зірки (01.09.1943, 07.10.1945) і медалями.